# Otti Berger
Otti Berger (Zmajevac/Baranya, Hungría, 4 de octubre de 1898 – Campo de concentración de Auschwitz, 1944) fue una tejedora y artista textil húngara. Estudió en la Real Academia de Artes y oficios de Zagreb y en la Escuela de la Bauhaus en Dessau, de cuyo Taller de Tejido se hizo cargo temporalmente en 1931. 

## Trayectoria
Berger estudió en la Real Academia de Artes y Oficios en Zagreb (actualmente Academia de Bellas Artes de la Universidad de Zagreb), a la que asistió desde 1922 hasta 1926. Ese año empezó a asistir a la Escuela de la Bauhaus, cuyo director era Walter Gropius.
En 1927, se inscribió oficialmente en el curso preparatorio de estudios con Lászlo Mohloy-Nagy en la Bauhaus y asistió a las conferencias impartidas por Paul Klee y Wassily Kandinsky. Después se matriculó en el Taller Textil, en el que se graduó en 1929. Berger ha sido descrita como "una de las estudiantes más talentosas en el taller de tejido en Dessau".
Tuvo un papel central en el enfoque experimental de los textiles en la Bauhaus. Entre otras cosas, experimentó con metodología y materiales para incluir textiles plásticos destinados a la producción en masa. Junto con Anni Albers y Gunta Stözl, rechazó la consideración de los productos textiles como una artesanía femenina y se valió de la misma retórica que utilizó para describir su trabajo en fotografía y pintura. Durante su tiempo en Dessau escribió un tratado sobre telas y la metodología de la producción textil que se quedó Walter Gropius y nunca fue publicado. Berger es la única diseñadora de Bauhaus que buscó patentes para sus textiles.

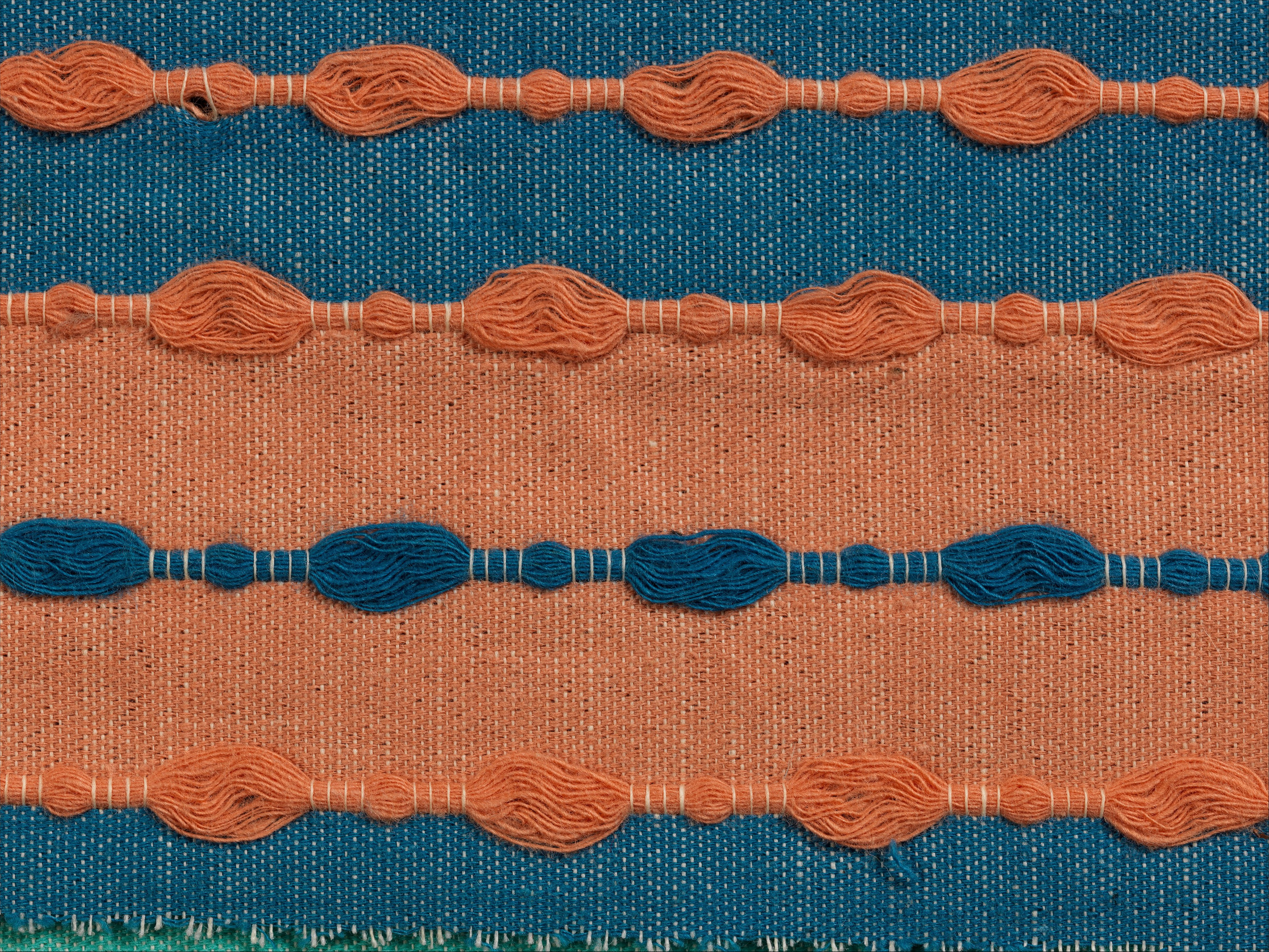
Obra de Berger, mediados de los años 1930.

En 1931 asumió la dirección del taller de Tejido de la Bauhaus, por recomendación de Gunta Stözl, su antecesora en el cargo. Dirigió el taller de manera independiente, basándose en su experiencia como antigua estudiante de la Escuela y como diseñadora textil experimentada, con un profundo conocimiento de las necesidades de la industria, con el objetivo de encontrar nuevas soluciones. En el curso de su trabajo con estudiantes desarrolló su propio plan de estudios. Fue mentora de los estudiantes más jóvenes, entre quienes se encontraban las tejedoras Zsuzsa Markos-Ney y Etel Fodor-Mittag. Aunque realizó todos los segmentos pedagógicos, de producción y prácticos establecidos en el programa educativo, nunca se le asignó el nombramiento oficial. El nuevo director, Mies van der Rohe, confió la dirección del Taller Textil a la diseñadora Lilly Reich en 1932, mientras que Berger se convirtió en su adjunta.
En 1932 dejó la Bauhaus, abrió su propio 'Atelier for Textiles' en Berlín y estableció una cooperación exitosa con numerosas compañías textiles que producían materiales basados en sus soluciones innovadoras. En 1936 tuvo que cerrar su empresa, ya que en la Alemania nazi no tenía permiso para trabajar por sus orígenes judíos. 
Ante el peligro huyó a Londres, donde fracasaron sus intentos de emigrar a Estados Unidos, donde tenía intención de unirse con algunos de los profesores de la Bauhaus, entre ellos su Ludwig Hilberseimer. En 1938 László Moholy-Nagy la invitó a unirse a la New Bauhaus en Chicago, por lo que pasó varios periodos breves en Londres esperando el visado para emigrar en busca de trabajo. Ante la enfermedad de su madre y la dificultad de encontrar trabajo en Inglaterra en 1938 regresó a Zmajevac. Desde allí, en abril de 1944, fue deportada a Auschwitz junto con su familia, donde murió.